# 부분 대상과 몫 대상
범주론에서 부분 대상(部分對象, 영어: subobject)은 어떤 범주에서 주어진 대상의 일부분으로 여길 수 있는 구조이며, 몫 대상(-對象, 영어: quotient object)은 어떤 범주에서 주어진 대상에 동치 관계를 가한 것으로 여길 수 있는 구조이다. 부분집합이나 부분군 및 동치류 집합, 몫군의 개념을 추상화한 것이다.

## 정의
부분 대상과 몫 대상은 서로 쌍대되는 개념이다. 즉, 범주 {\displaystyle {\mathcal {C}}}에서 대상 {\displaystyle X}의 부분 대상 범주 {\displaystyle \operatorname {Sub} _{\mathcal {C}}(X)}가 주어졌다면,
{\displaystyle (\operatorname {Sub} _{\mathcal {C}}(X))^{\operatorname {op} }\equiv \operatorname {Quot} _{{\mathcal {C}}^{\operatorname {op} }}(X)}
이다. 여기서 {\displaystyle \equiv }는 범주의 동형이다.

### 부분 대상
범주 {\displaystyle {\mathcal {C}}}의 대상 {\displaystyle X\in {\mathcal {C}}}의 부분 대상은 {\displaystyle X}를 공역으로 하는 단사 사상들의 동치류이다. 여기서 사용되는 동치 관계는 다음과 같다. 만약
{\displaystyle f\colon Y\hookrightarrow X}
{\displaystyle g\colon Z\hookrightarrow X}
이며,
{\displaystyle f=g\circ h}
{\displaystyle g=f\circ {\tilde {h}}}
인 사상
{\displaystyle h\colon Y\to Z}
{\displaystyle {\tilde {h}}\colon Z\to Y}
이 존재한다면,
{\displaystyle f\sim g}
로 놓는다. (이 경우 {\displaystyle h}와 {\displaystyle {\tilde {h}}}는 유일하며, 동형 사상이며, 서로 역사상이다.)
{\displaystyle X}의 부분 대상의 모임 {\displaystyle \operatorname {Sub} (X)}에는 다음과 같은 자연스러운 부분 순서 {\displaystyle \leq }가 정의된다.
{\displaystyle [f]\leq [g]\iff \exists h\colon f=g\circ h}
이에 따라, {\displaystyle \operatorname {Sub} (X)}는 (사상 모임이 공집합이거나 하나의 원소만을 가진) 범주로 간주할 수 있다.

### 몫 대상
범주 {\displaystyle {\mathcal {C}}}의 대상 {\displaystyle X\in {\mathcal {C}}}의 몫 대상은 {\displaystyle X}를 정의역으로 하는 전사 사상들의 동치류이다. 여기서 사용되는 동치 관계는 다음과 같다. 만약
{\displaystyle f\colon X\twoheadrightarrow Y}
{\displaystyle g\colon X\twoheadrightarrow Z}
이며,
{\displaystyle f=h\circ g}
{\displaystyle g={\tilde {h}}\circ f}
인 사상
{\displaystyle h\colon Z\to Y}
{\displaystyle {\tilde {h}}\colon Y\to Z}
이 존재한다면,
{\displaystyle f\sim g}
로 놓는다. (이 경우 {\displaystyle h}와 {\displaystyle {\tilde {h}}}는 유일하며, 동형 사상이며, 서로 역사상이다.)
{\displaystyle X}의 몫 대상의 모임 {\displaystyle \operatorname {Quot} (X)}에는 다음과 같은 자연스러운 부분 순서 {\displaystyle \leq }가 정의된다.
{\displaystyle [f]\leq [g]\iff \exists h\colon h\circ f=g}
이에 따라, {\displaystyle \operatorname {Quot} (X)}는 (사상 모임이 공집합이거나 하나의 원소만을 가진) 범주로 간주할 수 있다.

### 정멱 범주
범주 {\displaystyle {\mathcal {C}}}에서, 주어진 대상 {\displaystyle X}의 부분 대상 모임 {\displaystyle \operatorname {Sub} (X)}은 고유 모임일 수 있다. 만약 모든 대상의 부분 대상 모임이 집합이라면, {\displaystyle {\mathcal {C}}}를 정멱 범주(整冪範疇, 영어: well-powered category)라고 한다.
마찬가지로, 범주 {\displaystyle {\mathcal {C}}}의 모든 대상의 몫 대상 모임이 집합이라면, {\displaystyle {\mathcal {C}}}를 쌍대 정멱 범주(雙對整冪範疇, 영어: co-well-powered category)라고 한다.
정의에 따라, 부분 대상 분류자를 갖는 국소적으로 작은 범주는 정멱 범주이다.

## 예
순서수의 고유 모임에 최대 원소를 추가하여 만든 정렬 전순서 모임
{\displaystyle \operatorname {Ord} +1=\operatorname {Ord} \sqcup \{\infty \}}
은 범주로서 정멱 범주가 아니다.
우리손 공간과 연속 함수들의 범주 {\displaystyle \operatorname {Ury} }는 쌍대 정멱 범주가 아니다.

## 같이 보기
- 부분 대상 분류자